# 16013 Schmidgall
16013 Schmidgall este un asteroid din centura principală de asteroizi.

## Descriere
16013 Schmidgall este un asteroid din centura principală de asteroizi. A fost descoperit pe 10 februarie 1999 la Socorro, New Mexico, în cadrul proiectului LINEAR. Asteroidul prezintă o orbită caracterizată de o semiaxă mare de 2,29 ua, o excentricitate de 0,06 și o înclinație de 2,3° în raport cu ecliptica.